# Josefin Åsberg
Josefin Åsberg (Älvsborg, 30 luglio 1974) è una scenografa svedese, vincitrice di un European Film Award per la miglior scenografia per The Square (2017).

## Filmografia parziale
- Lilja 4-ever, regia di Lukas Moodysson (2002)
- Kops, regia di Josef Fares (2003)
- Nina Frisk, regia di Maria Blom (2007)
- Mammoth, regia di Lukas Moodysson (2009)
- Monica Z, regia di Per Fly (2013)
- Forza maggiore (Turist), regia di Ruben Östlund (2014)
- The Square, regia di Ruben Östlund (2017)
- X & Y - Nella mente di Anna (X & Y), regia di Anna Odell (2018)
- Triangle of Sadness, regia di Ruben Östlund (2022)

## Riconoscimenti
- European Film Award
  - 2018 - Miglior scenografia per The Square
- Festival di Cannes
  - 2017 - Prix Vulcain de l'artiste technicien per The Square
- Premi Guldbagge
  - 2014 - Candidatura alla migliore scenografia per Monica Z
  - 2018 - Candidatura alla migliore scenografia per The Square